# Universität Kurume

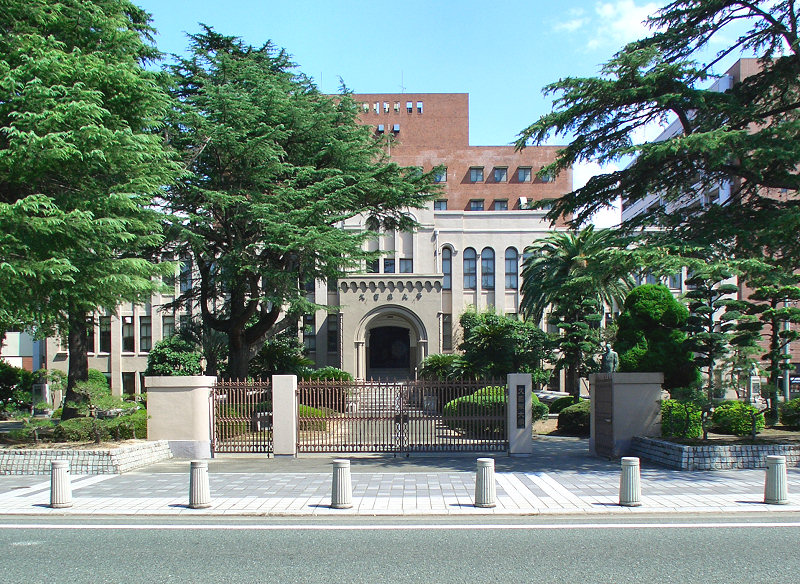
Universität Kurume

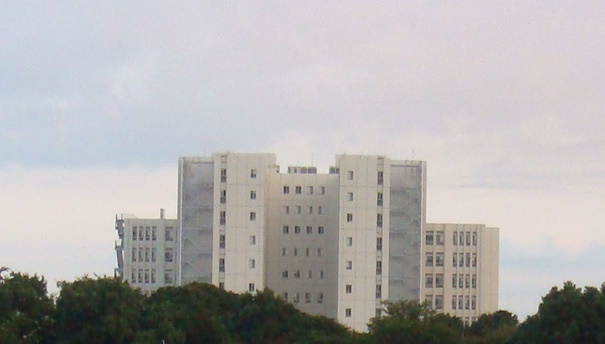
Das Hauptgebäude im Mii Campus

Universität Kurume (japanisch 久留米大学, Kurume daigaku) ist eine Privatuniversität, die 1928 gegründet wurde. Sie liegt in der Stadt Kurume in der Präfektur Fukuoka, Japan.

## Beschreibung
Hervorgegangen ist selbige aus der 1928 etablierten Medizinfachschule Kyūshū (九州医学専門学校, Kyūshū igaku semmon gakkō) und bot zunächst das grundständige Studium für Humanmedizin an. Es kam im Jahr 1950 die Fakultät für Wirtschaftswissenschaften hinzu und von 1946 bis 1952 führte sie den Namen Medizinhochschule Kurume (久留米医科大学, Kurume ika daigaku).
Seit 1956 ist sie eine Graduate School, zunächst für Medizin, doch wurden seither weitere Fakultäten gegründet, die mittlerweile die Bereiche Medizin, Gesundheitswissenschaft, Literaturwissenschaft, Wirtschaftswissenschaft, Handelswissenschaft, Rechtswissenschaft sowie vier Graduiertenschulen　für Vergleichende Kulturwissenschaft, Psychologie, Handelswissenschaft und Medizin abdecken. Sie hat mit dem Mii Campus und dem Asahi-machi Campus zwei Campus und betreibt darüber hinaus das Kurume University Beijing Educational Exchange Center. Der Universität sind 14 Forschungsinstitute angeschlossen und sie führt zwei Universitätskliniken. Mit dem 1954 gegründeten Kurume Medical Journal gibt sie eine eigene medizinwissenschaftliche Zeitschrift heraus.
Es sind etwa 7000 Studenten immatrikuliert. Präsident ist der Inhaber des Lehrstuhls für Orthopädische Chirurgie, Kensei Nagata (Stand 2017).
Der deutsche Mediziner Karlheinz Idelberger erhielt 1975 eine Ehrenprofessur von dieser  Universität.